# Howard Kettler
Howard Kettler (1919-1999) est un imprimeur et créateur de caractères américain.

Courier

Il a travaillé comme imprimeur et dirigeant d’un journal local avant son embauche chez IBM en 1952. Trois ans plus tard, il crée Courier qui devint l'une des polices d'écriture des plus utilisées au XXe siècle,. Lisible, standard et anonyme, elle fut utilisée pour les scénarios de film et pour les documents officiels du gouvernement américain. Il a agi à titre de mentor et conseiller pour plusieurs typographes, dont Adrian Frutiger, lors de l'adaptation de fontes sur les machines d'IBM. Il fut également employé par les services d'enquête américains et canadiens pour l’étude de documents secrets.